# Laubend

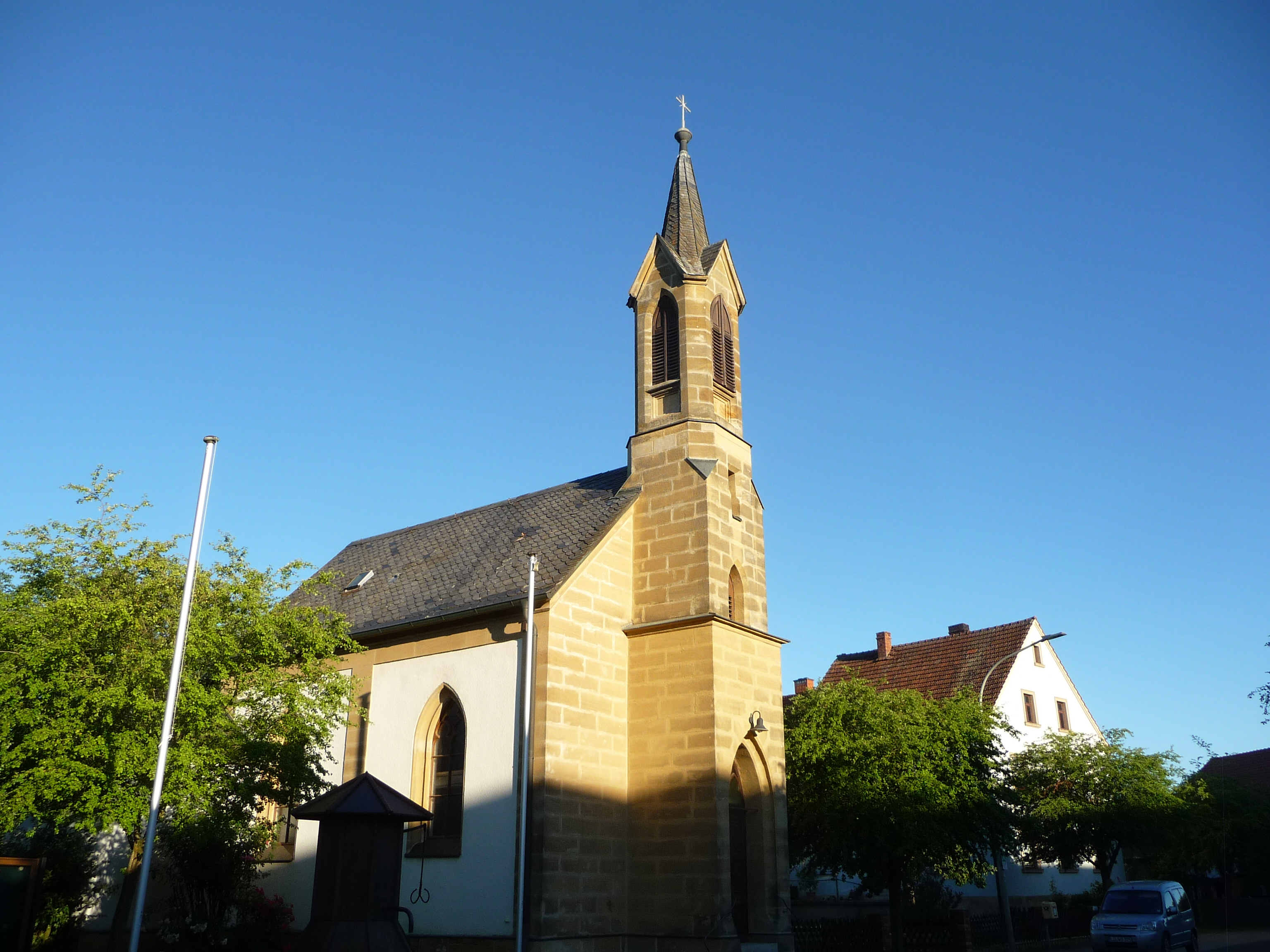
Katholische Marienkapelle in Laubend

Laubend ist ein Gemeindeteil der Gemeinde Memmelsdorf im oberfränkischen Landkreis Bamberg in Bayern.

## Geografie
Nachbarorte sind Zückshut (Gemeinde Breitengüßbach), Gundelsheim und Merkendorf (Gemeinde Memmelsdorf).

## Geschichte
Der Ort wurde das erste Mal im Jahr 1162 genannt.
Später sind Häuser nachgewiesen, die St. Jakob in Bamberg gehörten. Nach der Säkularisation gab es 16 Häuser. Je eines fiel an das Seefriedsche Verwaltungsamt Buttenheim und an das Spitalamt Scheßlitz. Der Rest war dem königlichen Rentamt Hallstadt lehenbar.
Später gehörte das Dorf zur Gemeinde Merkendorf, bis beide Orte am 1. Januar 1972 in die Gemeinde Memmelsdorf eingegliedert wurden.

## Einrichtungen
- Freiwillige Feuerwehr
- Katholische Marienkapelle
- Vereinsraum